# Un uomo da nulla
Un uomo da nulla è un film del 1977 diretto da Renata Amato.

## Trama
Valerio si è dovuto recare ad Hong Kong per la creazione di un documentario. Ritornato dal suo viaggio, si ritrova a dover affrontare il fallimento familiare con sua moglie ed il figlio sedicenne. Valerio tenta, senza successo, di risolvere i suoi problemi familiari.